# Попов, Иосиф Иванович
Иосиф Иванович Попов (15 сентября 1898, город Рыльск — 6 декабря 1962, Ленинград) — советский военный деятель, генерал-майор (1942 год).

## Начальная биография
Иосиф Иванович Попов родился 15 сентября 1898 года в городе Рыльск (ныне — Курской области).

## Военная служба

### Первая мировая и гражданская войны
В июле 1917 года Попов был призван в ряды Русской императорской армии, после чего был назначен на должность помощника командира Донской казачьей сотни при этапном коменданте станции Столбцы.
В декабре того же года вступил в отряд Красной Гвардии, дислоцированный в Курске, после чего был назначен на должность командира партизанского отряда курско-льговского направления и принимал участие в боевых действиях против германских вооружённых формирований в районах городов Льгов, Рыльск, Суджа, Коренево и Ворожба.
В феврале 1918 года вступил в ряды РККА, после чего принимал участие в боевых действиях против войск под командованием П. Н. Краснова и А. И. Деникина в районах городов Поворино, Новохоперск, Борисоглебск, Верхне-Чирская и Константиновская и на должностях командира батальона 3-го и 5-го Курских стрелковых полков, командира 1-го, затем 4-го Новохоперского полков в составе 2-й Курской стрелковой бригады, для особых поручений при командующем 9-й армией.
С апреля по август 1920 года Попов, находясь на должности командира отдельной кавалерийской бригады при сводной дивизии П. А. Солодухина, преобразованной вскоре в 47-й кавалерийский полк в составе 47-й стрелковой дивизии, принимал участие в ходе советско-польской войны в районах городов Винница, Гайсин, Летичев, сёл Вороновицы, Дашковцы и других.
Дважды в ходе боевых действий в 1918 и 1920 годах был контужен и ранен.
С сентября 1920 года исполнял должность командира 14-го запасного кавалерийского дивизиона при Управлении формирований 14-й армии, а в апреле 1921 года был назначен на должность командира 1-го кавалерийского полка Отдельной кавалерийской бригады под командованием Г. И. Котовского, которая принимала участие в ходе подавления восстания под руководством А. С. Антонова на территории Тамбовской губернии, а затем в боевых действиях против войск под командованием Ю. Тютюнника на Украине. В ходе боевых действий был ранен.
Приказом Революционного Военного Совета Республики № 202 от 31 декабря 1923 года командир полка Иосиф Иванович Попов был награждён орденом Красного Знамени РСФСР.
Приказом Революционного Военного Совета Республики № 335 от 14 октября 1924 года командир полка Иосиф Иванович Попов вторично был награждён вторым орденом Красного Знамени РСФСР.

### Межвоенное время
В декабре 1922 года был назначен на должность командира 2-й бригады незаможных селян Украины при 4-й, затем 3-й кавалерийских дивизиях.
В октябре 1924 года был направлен на учёбу на курсы усовершенствования высшего начальствующего состава, после окончания которых в августе 1925 года был назначен на должность командира 3-й бригады в составе 8-й Гомельской, затем Оренбургской территориальных дивизий, в сентябре 1926 года — на должность военного руководителя Киевского ветеринарно-зоотехнического, а затем — Киевского политехнического (энергетического) институтов.
В 1931 году закончил Военную академию имени М. В. Фрунзе.
С декабря 1932 года служил в Военно-инженерной академии имени В. В. Куйбышева на должностях руководителя тактики, старшего руководителя оперативно-тактического цикла кафедры оперативного искусства и старшего преподавателя по военной истории кафедры географии.

### Великая Отечественная война
С началом войны Попов находился на прежней должности.
В августе 1941 года был назначен на должность заместителя коменданта и начальника Южного сектора обороны Москвы, после чего принимал участие в битве за Москву.
В январе 1942 года был назначен на должность командира 135-й стрелковой дивизии, которая принимала участие в боевых действиях по расширению плацдарма на левом берегу реки Волхов в районе населенного пункта Грузино в 10 километрах западнее города Чудово.
В октябре Попов был назначен на должность заместителя командующего 41-й армией (Калининский фронт), которая вело оборонительные боевые действия на рубеже западнее и юго-западнее города Белый, а затем против ржевско-вяземской группировки противника.
В апреле 1943 года был назначен на должность командира 33-го гвардейского стрелкового корпуса, после чего принимал участие в ходе Курской битвы, в ходе которой корпус под наряду с 32-м стрелковым корпусом вёл оборонительные боевые действия у реки Псёл в районе города Обоянь. Вскоре корпус принимал участие в ходе контрудара Воронежского фронта в районе Прохоровки.
В августе 1943 года был назначен на должность командира 94-го стрелкового корпуса, который вскоре принял участие в ходе битвы за Днепр, Житомирско-Бердичевской и Проскуровско-Черновицкой наступательных операций, а также при освобождении городов Староконстантинов и Тернополь.
В июне 1944 года корпус был передислоцирован и включён в состав 7-й армии (Карельский фронт), а уже в июле того же года был переподчинён 21-й армии (Ленинградский фронт). В составе этих армий корпус принимал участие в ходе Выборгско-Петрозаводской наступательной операции. В октябре 1944 года корпус был выведен в резерв Ставки Верховного Главнокомандования, после чего был включён в состав 3-го Белорусского фронта, после чего принимал участие в ходе Восточно-Прусской наступательной операции, а также при освобождении населённых пунктов Пилькаллен и Шиллен.
В мае 1945 года 94-й стрелковый корпус был передислоцирован на Дальний Восток, где был включён в состав Забайкальского фронта и участвовал в ходе Маньчжурской наступательной операции, за что был награждён орденом Красного Знамени.

### Послевоенная карьера
С ноября 1945 года Попов исполнял должность командира 59-го стрелкового корпуса в составе Забайкальско-Амурского военного округа.
С октября 1946 года находился в распоряжении главнокомандующего Сухопутными войсками и в декабре того же года был назначен на должность начальника кафедры тактики Военно-транспортной академии имени Л. М. Кагановича в Ленинграде, а в июне 1952 года — на должность начальника военной кафедры Ленинградского инженерно-экономического института.
Генерал-майор Иосиф Иванович Попов в марте 1958 года вышел в запас. Умер 6 декабря 1962 года в Ленинграде, похоронен на Богословском кладбище.

## Награды
- Орден Ленина;
- Шесть орденов Красного Знамени;
- Орден Кутузова 1 степени;
- Медали;
- Иностранный орден[4].